# كريستيان كوزمانوفيتش
كريستيان كوزمانوفيتش (بالهولندية: Kristian Kuzmanović)‏ هو لاعب كرة قدم هولندي في مركز الوسط، ولد في 6 مايو 1988 في روتردام في هولندا. لعب مع نادي شافهاوزن ونادي فادوتس ونادي فولن ونادي فينترتور.

## وصلات خارجية
- كريستيان كوزمانوفيتش على موقع قاعدة بيانات كرة القدم.إي يو (الإنجليزية)
- كريستيان كوزمانوفيتش على موقع Soccerway.com (الإنجليزية)